# Mesochelifer insignis
Mesochelifer insignis es una especie de arácnido del orden Pseudoscorpionida de la familia Cheliferidae.

## Distribución geográfica
Se encuentra en Argelia y Marruecos.